# Foobar2000
 (septembre 2020).
foobar2000 est un lecteur audio gratuit développé par Peter Pawlowski, un ancien développeur de Nullsoft. Ce logiciel fonctionne sous Microsoft Windows. Sous une interface simple et épurée, il offre des fonctions avancées dans de nombreux domaines autour de la gestion de fichiers musicaux. Il est capable de lire la plupart des formats audio tels que MP3, Ogg, FLAC, Speex, ainsi que des formats moins courants. Ses fonctionnalités peuvent être étendues ou remplacées par l’installation de modules indépendants.

## Fonctionnalités
foobar2000 joue le rôle d'une librairie audio et offre donc une vue sur un ou plusieurs dossiers contenant des fichiers audio, choisis par l'utilisateur. Ce dernier peut alors utiliser cette vue pour organiser et lancer sa musique plutôt que d'utiliser l'explorateur du système d'exploitation pour parcourir et ouvrir les fichiers individuellement. Dans le cas d'une librairie dynamique, cette dernière est automatiquement mise à jour lors de changements sur le disque. foobar2000 permet également la conversion de formats de fichiers musicaux.

### Playlists
foobar2000 est basé sur les playlists. Une playlist définie par défaut est celle contenant toutes les chansons de la librairie ("All Music"). Le logiciel permet le tri d'une playlist à partir des métadonnées des chansons y étant incluses. Par ailleurs, un outil de recherche permet de rechercher une chanson dans une playlist à partir des métadonnées et des noms de fichier. L'utilisateur peut créer de nouvelles playlists à volonté en cliquant-déposant des chansons d'une autre playlist ou à partir des résultats d'une recherche. Il est possible de changer l'ordre de lecture des playlists, avec notamment la possibilité d'un ordre aléatoire. Enfin, à l'intérieur des playlists l'utilisateur peut choisir de grouper les chansons selon un critère tel que l'album auquel appartient la chanson ou le dossier dans lequel les fichiers se trouvent sur le disque.

### Copies et interfaçage avec des codecs
Dans le logiciel, lorsque des chansons sont sélectionnées et copiés, les fichiers réels correspondants sont copiés dans le presse-papier. Il est donc très facile de copier d'un coup des fichiers qui ne se trouvent pas forcément au même endroit dans l'arborescence des fichiers, en sélectionnant des résultats d'une recherche ou des chansons d'une playlist. De plus, foobar2000 s'interface avec des programmes de compression tels que LAME pour la compression MP3 ou flac pour la compression flac et permet la compression de multiples fichiers à la suite.

### Tagging
foobar2000 permet d'éditer les tags d'une chanson ou de plusieurs à la fois.

### Raccourcis claviers globaux
foobar2000 permet de définir des raccourcis clavier locaux ou globaux. L'utilisateur définit une combinaison de touches personnalisée pour accomplir une action sur le lecteur (pause, prochaine chanson, changer l'ordre de lecture, baisser / monter le volume, etc). Un raccourci local ne fonctionne que lorsque le logiciel est au premier plan, tandis qu'un raccourci global fonctionne à tout moment.

## Formats supportés
- Format audio : AAC, AIFF, AU, CDDA, FLAC et Ogg Flac, MP1, MP2, MP3, MP4, Musepack (MPC), Ogg Media, Ogg Vorbis, SND, Speex, WAV, WavPack, WMA, Opus (et d'autres par le biais de plugins).
- Lecture en continu : Icecast.
- Liste de lecture : fpl (Foobar PlayList), M3U.
- Client, contrôleur et serveur Universal Plug and Play avec le plugin foo_upnp